# Tango (počítačová hra)
Tango je počítačová hra pro počítače Sinclair ZX Spectrum a kompatibilní (například Didaktik). Jedná se o hru českého původu, autory jsou Ladislav Schön a Pavel Macek. Vydavatelem hry byla společnost Proxima – Software v. o. s., hra byla vydána v roce 1993 jako součást stejnojmenného souboru her.
Úkolem hráče je dovést do domečku všechny koblížky rozsypané po hrací ploše. Koblížky je nutné vést tak, aby vstoupily na všechna políčka, na která vstoupit mohou. Na některá z nich je možné vstoupit pouze s určitým předmětem, na jiná se s tímto předmětem naopak vstoupit nemůže,
Hra obsahuje devět cvičných úrovní, teprve po jejich projití je možné hrát vlastní hru.